# Neocallitropsis pancheri
Neocallitropsis pancheri är en cypressväxtart som först beskrevs av Élie Abel Carrière, och fick sitt nu gällande namn av De Laub. Neocallitropsis pancheri ingår i släktet Neocallitropsis och familjen cypressväxter. Inga underarter finns listade i Catalogue of Life.
Arten förekommer endemisk på Nya Kaledonien. Den växer i låglandet och i bergstrakter mellan 30 och 1150 meter över havet. Neocallitropsis pancheri ingår i buskskogar.
Beståndet hotas av torka och av gruvdrift. IUCN kategoriserar arten globalt som starkt hotad.

## Bildgalleri

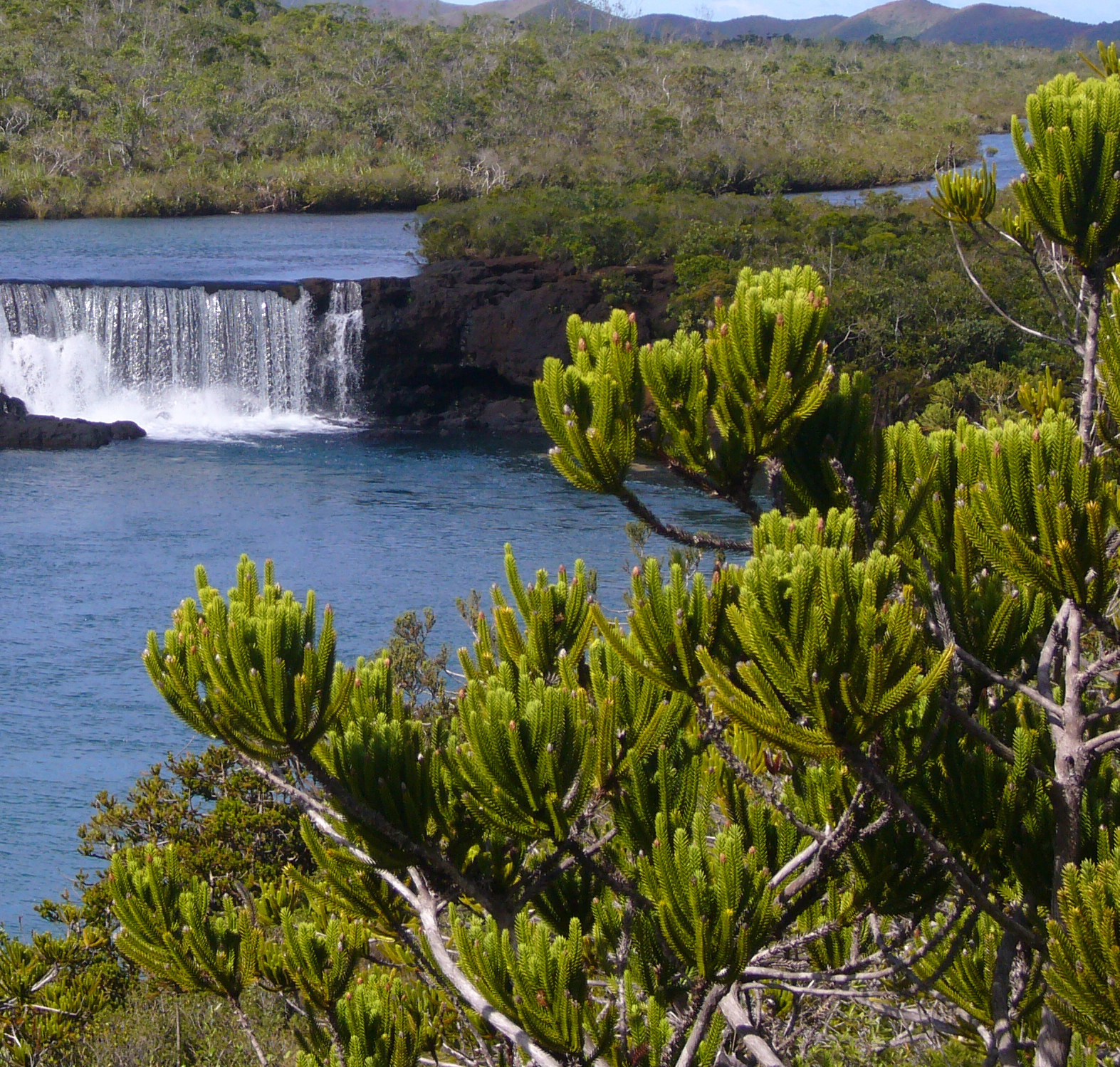
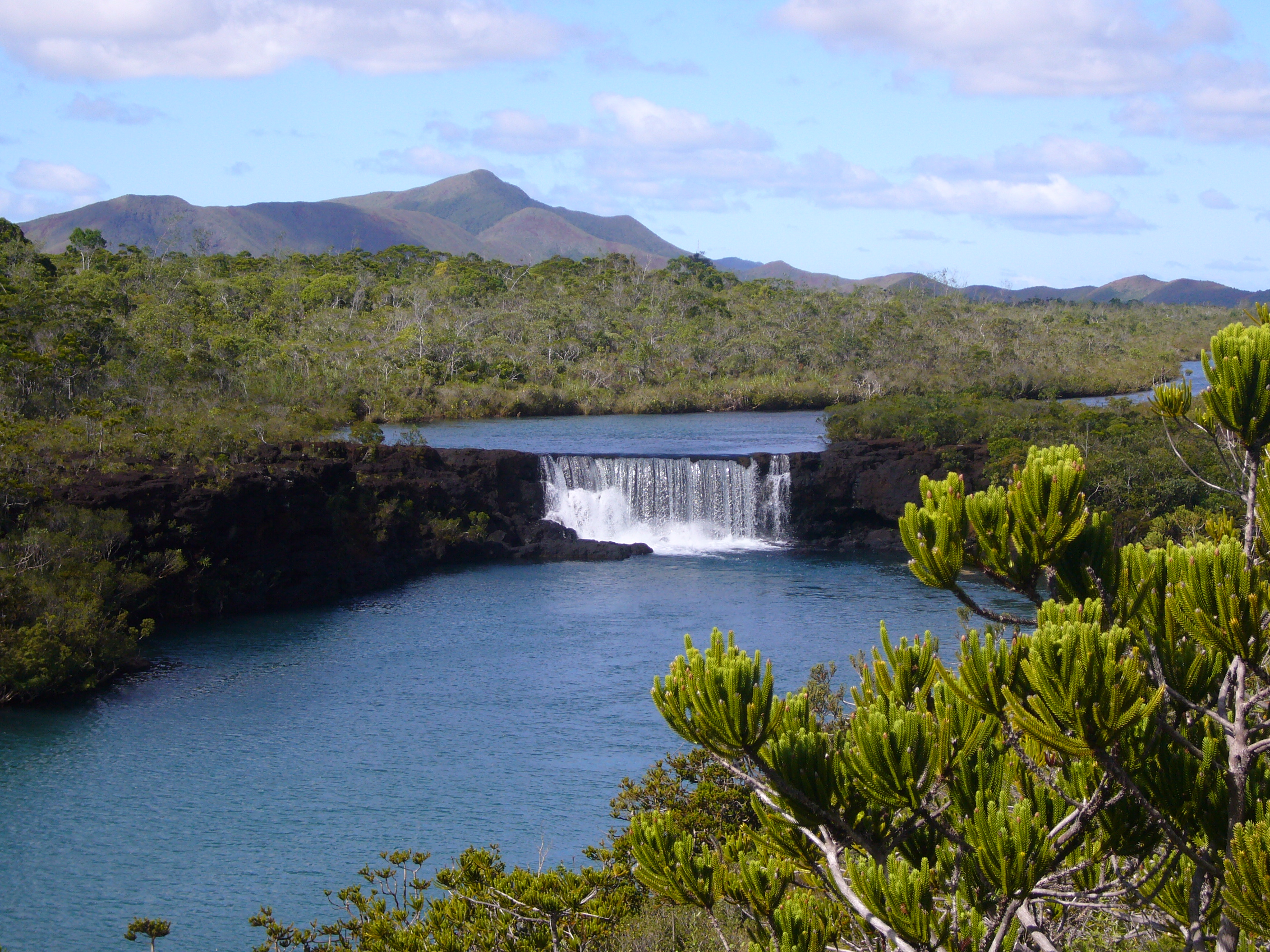
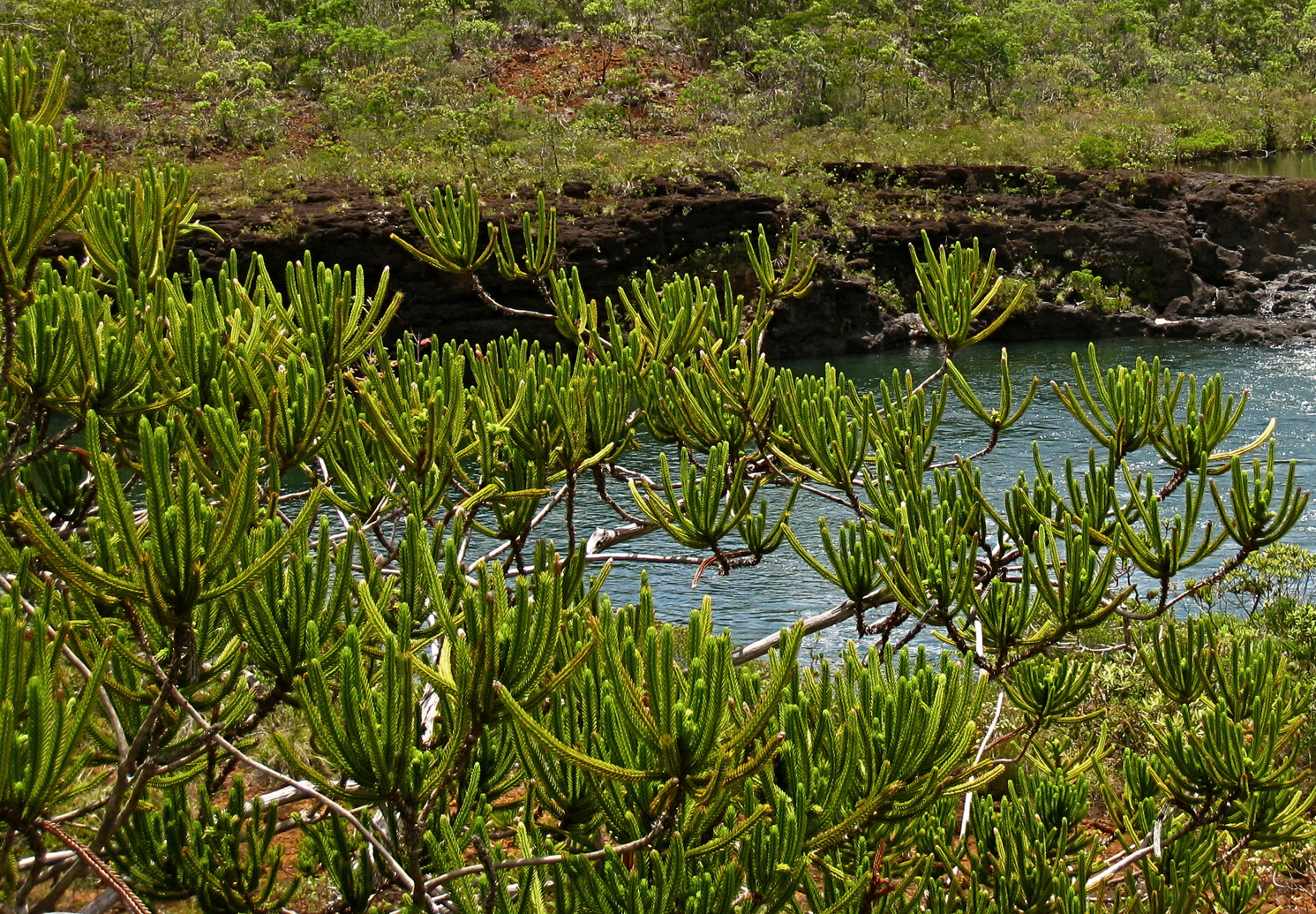
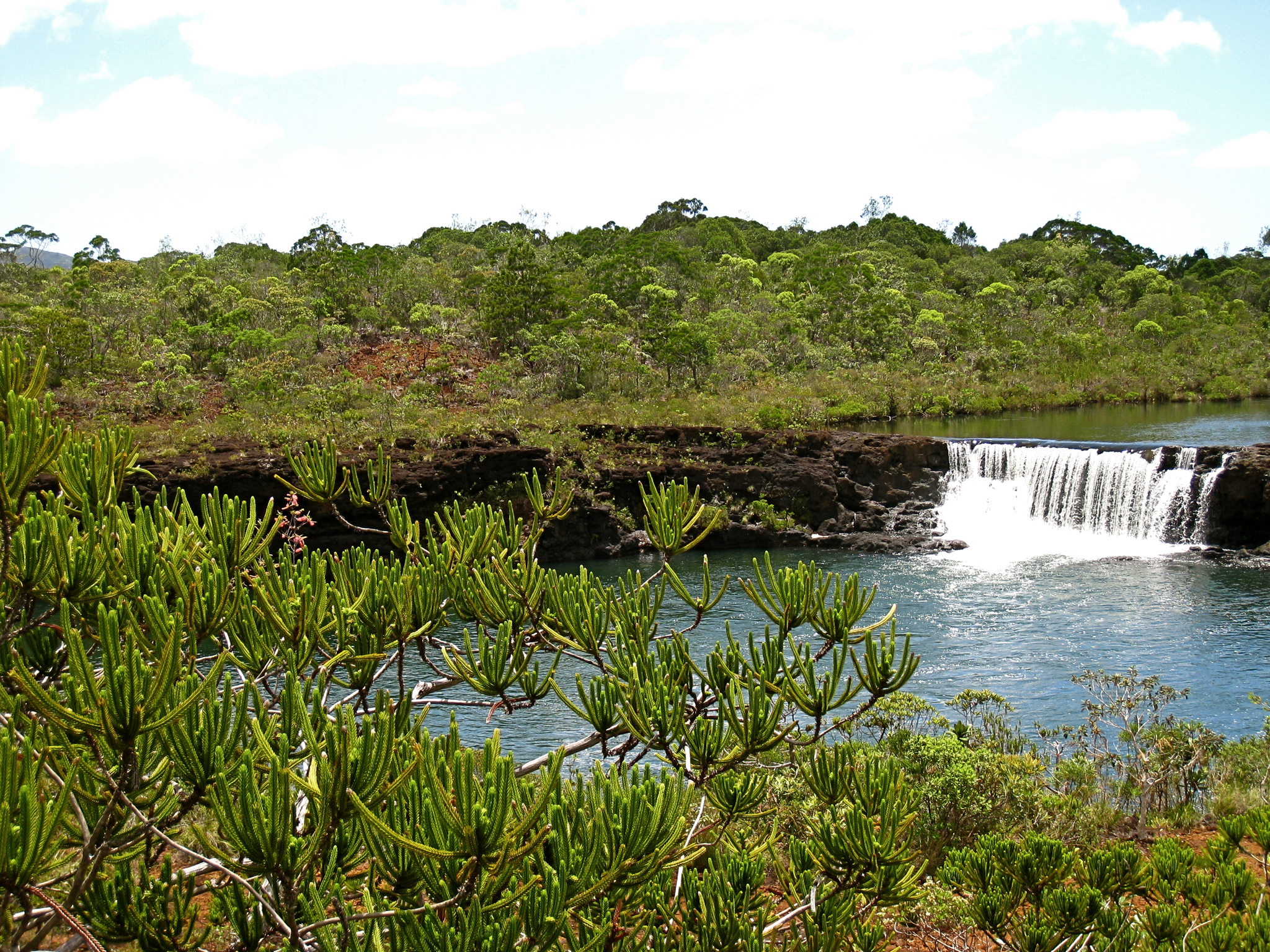
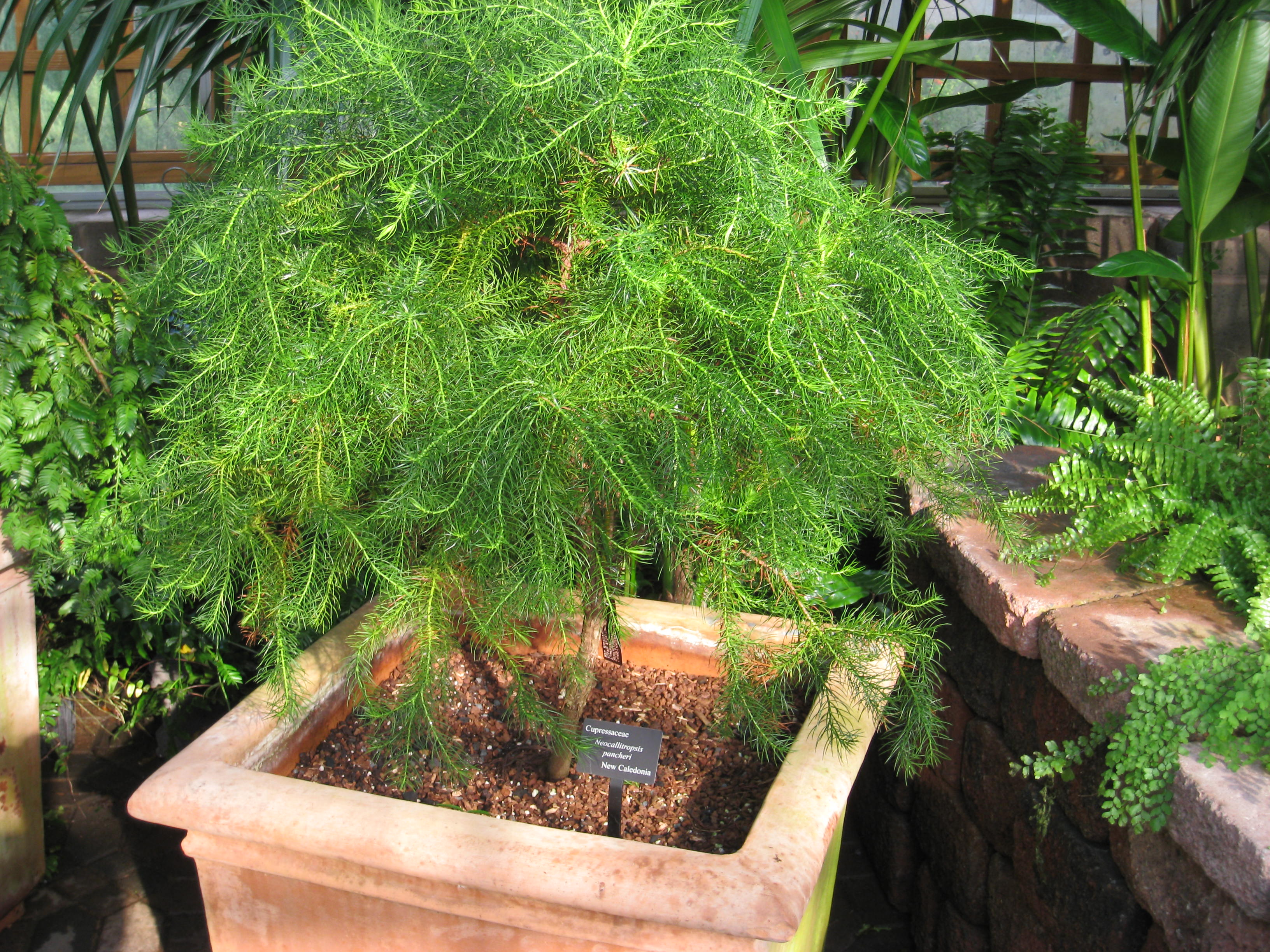